# Brilla o enloquece
Brilla o enloquece (en hangul, 빛나거나 미치거나; romanización revisada, Bitnageona michigeona) también conocida como Shine or Go Crazy, es una serie de televisión surcoreana de drama histórico emitida por MBC desde el 19 de enero hasta el 7 de abril de 2015, basada en la novela homónima de Hyun Go Woon publicada en marzo de 2014, que trata acerca de un romance entre un príncipe de la dinastía Goryeo y una princesa de Balhae que poseen una maldición, la cual impide que estén juntos.
Protagonizada por Jang Hyuk, Oh Yeon Seo, Lee Ha Nui y Lim Ju Hwan, tuvo una longitud de 24 episodios emitidos las noches de cada lunes y martes, sustituyendo en horario a Pride and Prejudice y posteriormente reemplazada con Política espléndida.

## Sinopsis
Entre dos dinastías existe una profecía tras una maldición impuesta entre un príncipe y una princesa, indicando que su unión contribuirá al surgimiento de una nueva dinastía. Ante esto durante su infancia y juventud el príncipe Wang So (Jang Hyuk) es mantenido alejado de su trono, aislado de la sociedad, debido a que la profecía también anuncia que hundirá todas las ciudades en ríos de sangre. La última princesa de Balhae, Shin Yool (Oh Yeon Seo), como consecuencia de la profecía es perseguida por la comunidad para conseguir su muerte, logrando salvarse tras ser lanzada a un río en pleno invierno debido a la ayuda de los antiguos sirvientes reales: Gang-myeong (Ahn Kil-kang) y Baek Myo (Kim Sun Young), mientras que su hermano Se Won (Na In-woo), que también es encargado para que lo asesinen logra salvarse en camino de ir a visitarla recién nacida, sin embargo, ella nunca se entera de su existencia, pese a que el trabaja como guardaespaldas de la princesa Yeo Won (Lee Ha Nui).
Al pasar el tiempo Wang So vuelve de su destierro de las montañas de Geum Gang al palacio real a pedido del Rey Taejo, quien le instruye formar parte de los denominados Eui Joks, un ejército de guerreros quienes batallan contra los malvados por el bien del reino, pero por desgracia el Rey muere y en medio de la investigación Wang So conoce a Shin Yool, quien se dedica a la importaciones de bienes de lujo de diferentes partes del mundo en su empresa «Jung Hae Sang Dan»; A petición de ella contraen matrimonio por un día, acabando con la maldición sin saberlo.

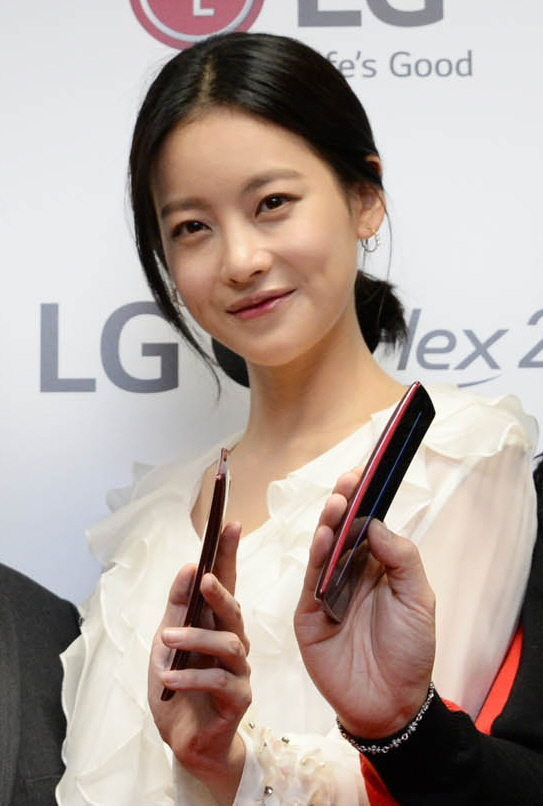
La actriz Oh Yeon Seo, que en la serie interpreta a Shin Yool.

Pasan cinco años y Wang So quien continua con su investigación se vuelve a reencontrar con ella, pero con el nombre de Gae Bong, sin darse cuenta de quien es, logrando mantener una relación cercana de amigos con el latente recuerdo de lo que algún día fue su repentino matrimonio. Hasta que el descubre la verdadera identidad de Gae Bong piensa que sus "gustos sexuales" habían cambiado; por otro lado esta la princesa Yeo Won quien es casada junto a So, con quien mantiene una mala relación inicialmente hasta se entera de su matrimonio con Shin Yool y toma la decisión de conquistarlo con la necesidad de tener un líder, un hombre fuerte junto a ella. Debido a que la ley de matrimonio real prohíbe las bodas sin la aprobación del rey, Shin Yeol corre peligro de ser asesinada por la guardia real, pero ella usa como protección el hecho de que la princesa Yeo Won está conspirando contra el Rey Jeong Jong disponiendo veneno para volverlo loco, salvándose y viviendo un intenso romance junto a So, pese a la envidia de Wang Uk (Lim Ju Hwan).
Pese a que en un principio todo el mundo le da la espalda a Wang So, apoyando las malas prácticas de Wang Shik (Lee Deok Hwan), que planea el cambio de la capital a Pionyang y asumir el mismo el cargo de Rey manipulando a los demás, al pasar el tiempo se dan cuenta del potencial y benevolencia de So abandonando a Wang Shik, hasta que finalmente Goryeo está al borde de una guerra civil impulsada por él, pero es detenida gracias al apoyo de So, a quien se le cede el título de Rey. Él decide como autoridad no matar ni atacar a nadie con la premisa de vivir todos juntos en la misma tierra felices y dejando a los soldados a volver a casa con sus familias.

## Reparto

### Personajes principales
- Jang Hyuk como Wang So.[8]
- Oh Yeon Seo como Shin Yool.[9]
- Lee Ha Nui como Hwang Bo Yeo Won.
- Lim Ju Hwan como Wang Uk.
- Lee Deok Hwa como Wang Shik Ryeom.[10]
- Ryu Seung Soo como Rey Jeong Jong.
- Na In-woo como Se Won.

### Personajes secundarios
- Kim Roi-ha como Eun Chun.
- Shin Seung-hwan como Gil Bok.[11]
- Ji Soo Won como Reina Dowager Yoo.
- Heo Jung Min como Yang Gyu Dal.
- Kim Sun Young como Baek Myo.
- Ahn Kil-kang como Gang-myeong.
- Jung Woo Shik como Kyung.
- Lee Eun Soo como Chun Ah.
- Jung Jae Hyung como Na Moo.
- Kim Young Sun como Yeom Shil.
- Kang Ki-young como Wang Phoong.
- Park Hyun Woo como Park Sool.
- Kim Byeong-ok como Ji-mong.
- Woo Sang Jeon como Hwang Bo Je Gong.
- Seo Beom Seok como Wang Gye.
- Moo Jin-sung como Wang-jong.
- Kim Jin Ho como Park Soo Kyung.
- Lee Jung Hoon como Yoo Kwon Yool.
- Song Young Jae como Yoo Mok Won.
- Ahn Suk Hwan como Kim Jong Shik.
- Choi Jae Ho como Hwang Gyu Ui.
- Kim Kwang Shik como Baek Choong Hyun.
- Ji Eun Sung como Wang Won.
- Desconocido como Wang Rim.
- Park Sun-ho como Wang Wi.
- Jin Seo-yeon como Geum Sun.[12]
- Na Hye Jin como Chun Ok.
- Hwang Ji Ni como Ryung Hwa.
- Nam Kyung Eup como Wang Kon.
- Kim Bup-rae como General Kwak Jang-goon.
- Choi Gwi-hwa como oficial de aduanas (aparición especial).[13]

## Recepción

### Audiencia
En Azul la audiencia más baja y en rojo la más alta, correspondientes a las empresas medidoras TNms y AGB Nielsen.
| Ep. #    | Fecha de emisión      | Cuota de audiencia        | Cuota de audiencia        | Cuota de audiencia | Cuota de audiencia |
| Ep. #    | Fecha de emisión      | TNmS Índices de audiencia | TNmS Índices de audiencia | AGB Nielsen        | AGB Nielsen        |
| Ep. #    | Fecha de emisión      | Nacional                  | Seúl                      | Nacional           | Seúl               |
| -------- | --------------------- | ------------------------- | ------------------------- | ------------------ | ------------------ |
| 1        | 19 de enero de 2015   | 7.6 %                     | 10.1 %                    | 7.9 %              | 8.7 %              |
| 2        | 20 de enero de 2015   | 8.0 %                     | 10.4 %                    | 8.2 %              | 8.8 %              |
| 3        | 26 de enero de 2015   | 8.6 %                     | 11.9 %                    | 9.8 %              | 11.4 %             |
| 4        | 27 de enero de 2015   | 9.9 %                     | 12.7 %                    | 10.2 %             | 11.7 %             |
| 5        | 2 de febrero de 2015  | 8.4 %                     | 11.0 %                    | 9.8 %              | 11.8 %             |
| 6        | 3 de febrero de 2015  | 9.1 %                     | 12.2 %                    | 9.4 %              | 10.8 %             |
| 7        | 9 de febrero de 2015  | 8.7 %                     | 12.2 %                    | 9.3 %              | 10.8 %             |
| 8        | 10 de febrero de 2015 | 9.4 %                     | 12.7 %                    | 11.0 %             | 12.3 %             |
| 9        | 16 de febrero de 2015 | 9.4 %                     | 12.9 %                    | 11.2 %             | 13.1 %             |
| 10       | 17 de febrero de 2015 | 11.5 %                    | 15.7 %                    | 10.9 %             | 11.9 %             |
| 11       | 23 de febrero de 2015 | 11.5 %                    | 15.5 %                    | 13.1 %             | 15.1 %             |
| 12       | 24 de febrero de 2015 | 12.3 %                    | 16.1 %                    | 14.3 %             | 16.4 %             |
| 13       | 2 de marzo de 2015    | 9.9 %                     | 13.4 %                    | 11.9 %             | 14.4 %             |
| 14       | 3 de marzo de 2015    | 12.4 %                    | 16.7 %                    | 13.2 %             | 15.4 %             |
| 15       | 9 de marzo de 2015    | 10.2 %                    | 13.9 %                    | 11.6 %             | 13.1 %             |
| 16       | 10 de marzo de 2015   | 11.7 %                    | 15.6 %                    | 12.9 %             | 14.9 %             |
| 17       | 16 de marzo de 2015   | 11.3 %                    | 14.7 %                    | 11.7 %             | 12.9 %             |
| 18       | 17 de marzo de 2015   | 11.4 %                    | 15.2 %                    | 12.9 %             | 14.2 %             |
| 19       | 23 de marzo de 2015   | 10.7 %                    | 13.9 %                    | 11.4 %             | 12.3 %             |
| 20       | 24 de marzo de 2015   | 11.4 %                    | 14.4 %                    | 13.9 %             | 15.3 %             |
| 21       | 30 de marzo de 2015   | 11.2 %                    | 13.6 %                    | 12.1 %             | 13.2 %             |
| 22       | 31 de marzo de 2015   | 9.5 %                     | 12.2 %                    | 10.2 %             | 11.4 %             |
| 23       | 6 de abril de 2015    | 10.8 %                    | 13.5 %                    | 11.5 %             | 13.1 %             |
| 24       | 7 de abril de 2015    | 11.5 %                    | 14.2 %                    | 13.0 %             | 14.4 %             |
| Promedio | Promedio              | 10.3 %                    | 13.5 %                    | 11.3 %             | 12.8 %             |

### Premios y nominaciones
| Año  | Premio               | Categoría                                                 | Nominado   | Resultado |
| ---- | -------------------- | --------------------------------------------------------- | ---------- | --------- |
| 2015 | 4th APAN Star Awards | Premio a la alta excelencia, actor en una serial de drama | Jang Hyuk  | Nominado  |
| 2015 | 4th APAN Star Awards | Mejor actriz secundaria                                   | Lee Ha Nui | Nominado  |

## Banda sonora
La banda sonora fue lanzada bajo el sello LOEN Entertainment el 7 de abril de 2015.
| Track listing |                                         |                              |          |  |
| N.º           | Título                                  | Artista                      | Duración |  |
| 1.            | «보고 싶은 사람» (Person Who I Miss)    | Song Jieun                   | 3:37     |  |
| 2.            | «그대도 같은가요» (So I Love You)       | Ailee                        | 3:15     |  |
| 3.            | «그리워 그리워하다» (Missing You)       | Postman                      | 3:33     |  |
| 4.            | «기억해 사랑해» (Remember Our Love)     | Shannon                      | 3:27     |  |
| 5.            | «그대가 오네요» (If You Come To Me)     | Lee Ga Eun                   | 4:07     |  |
| 6.            | «그게 나였으면» (I Wish It Could Be Me) | Ahn Hyun Jung                | 3:33     |  |
| 7.            | «Or Shine Or Insane»                    | Oh Seok Jun y Jeon Jong Hyuk | 4:05     |  |
| 8.            | «Or Shine Or Insane» (versión lenta)    | Oh Seok Jun y Jeon Jong Hyuk | 3:06     |  |
| 9.            | «Secret Society» (títulos de apertura)  | Oh Seok Jun y Chae Jun Ki    | 3:27     |  |
| 10.           | «Secret Society» (versión lenta)        | Oh Seok Jun y Chae Jun Ki    | 4:19     |  |
| 11.           | «Destiny»                               | Oh Seok Jun y Hong Yoo Jin   | 2:33     |  |
| 12.           | «I Was»                                 | Oh Seok Jun y Oh Yeo Na      | 2:25     |  |
| 13.           | «Assassins»                             | Oh Seok Jun y Jeon Jong Hyuk | 3:57     |  |
| 14.           | «The Thorn»                             | Oh Seok Jun y Chae Jun Ki    | 3:27     |  |
| 15.           | «Dawn»                                  | Oh Seok Jun y Kim Soo Mi     | 4:12     |  |
| 16.           | «Merciless Tyrant»                      | Oh Seok Jun y Lee Seung Hyun | 3:41     |  |
| 17.           | «Talk Talk»                             | Oh Seok Jun y Jeon Jong Hyuk | 2:01     |  |
| 18.           | «Jive Dance»                            | Oh Seok Jun y Jeon Jong Hyuk | 2:19     |  |
| 19.           | «Or Shine Or Insane» (versión en piano) | Oh Seok Jun & Jeon Jong Hyuk | 2:38     |  |

## Emisión internacional
- Canadá: All TV (2015).
- Hong Kong: Now 101 (2015).
- Singapur: Oh!K (2015).